# Eurithia nigripennis
Eurithia nigripennis là một loài ruồi trong họ Tachinidae.